# Bekilia mimetica
Bekilia mimetica är en biart som beskrevs av Raymond Benoist 1962. Bekilia mimetica ingår i släktet Bekilia och familjen buksamlarbin. Inga underarter finns listade i Catalogue of Life.